# Erythroxylum zambesiacum
Erythroxylum zambesiacum là một loài thực vật có hoa trong họ Erythroxylaceae. Loài này được N.Robson mô tả khoa học đầu tiên năm 1962.